# 자코모 푸치니

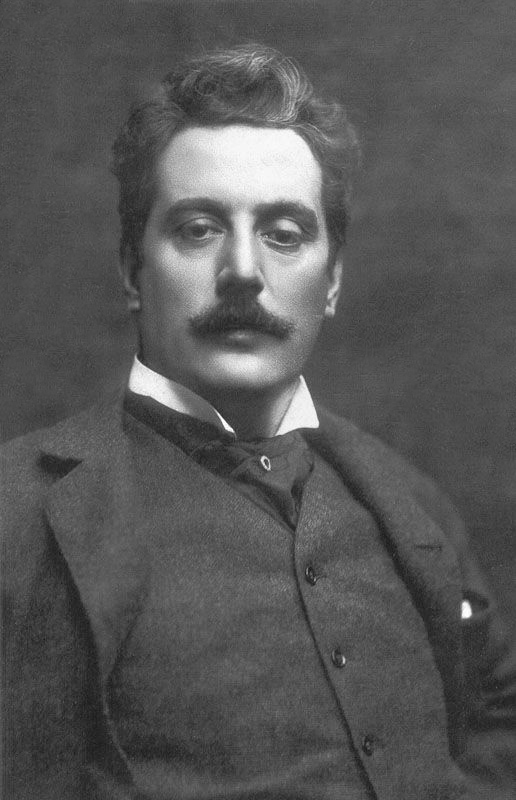
자코모 푸치니

자코모 푸치니(이탈리아어: Giacomo Puccini, 1858년 12월 22일~1924년 11월 29일)는 이탈리아의 오페라 작곡가이다. 주세페 베르디 이후 이탈리아가 낳은 최대의 오페라 작곡가로서 세계적인 명성을 보유하고 있으며 대표작으로 라 보엠, 토스카, 나비 부인 등이 있다. 푸치니의 오페라 중 일부 아리아 - 잔니 스키키에서 “오 사랑하는 나의 아버지(O mio babbino caro)”와 투란도트에서 “공주는 잠 못 이루고(Nessun Dorma)”등 - 는 널리 알려져 있다. 그는 주세페 베르디의 후계자로서, 독일 오페라와 이탈리아 오페라 기법 둘 다 성공적으로 사용한 작곡가 중 하나로 평가된다.

## 생기

### 초기
푸치니는 이탈리아 토스카나주 루카도 루카에서 5대를 걸쳐 음악적 배경을 가진 집안에서 태어났다. 대대로 음악을 직업으로 하는 가계에서 태어났으나 소년 시절은 특별한 음악적 재능을 보인 일도 없었고 학교 성적도 그다지 좋은 편이 아니었다. 6세 때 아버지를 잃어 고생을 많이 하였다. 오르간과 피아노를 배워 오르간 경연대회에서 1등을 하기도 하였다. 그리고 레스토랑에서 피아노를 연주하며 돈을 벌기도 하였다. 피사에서 본 베르디의 <아이다>에 감격하여 오페라 작곡가가 될 것을 결심하여 어머니와 집안의 도움을 받아 1880년 23세 때 바라던 밀라노 음악원에 입학하여 폰키엘리와 그밖의 스승에게 배웠다. 마스카니와 공동생활을 하면서 고학을 이어갔고 1883년 26세에 밀라노 음악원을 졸업하였다. 푸치니의 악재를 인정한 폰키엘리의 도움으로 졸업한 다음해 오페라 처녀작을 발표하여 호평을 받았다. 이 덕분에 밀라노의 저명한 음악출판사 리코르디와 계약이 성립되어 후에 리코르디는 푸치니 작품 보급에 큰 역할을 하게 되었다.
그러나 두번째 오페라 작곡 중에 어머니와 동생을 사별하는 불행으로 겨우 완성된 작품이 밀라노 스칼라 극장에서 상연되었지만 완전 실패로 끝났다. 푸치니가 오페라 작곡가로서의 지위를 결정적으로 확립한 것은 아베 프레보의 원작에 따른 <마농 레스코>이다. 1895년의 초연은 대성공이어서 이 한 작품으로 푸치니는 비약적인 진보를 보였다. 당시 그의 나이 38세로 일류 작곡가로서는 결코 빠르다고 할 수 없지만 그 창작의 기본적인 스타일을 확립하고부터의 향상은 참으로 눈부신 것이었다. 이리하여 푸치니는 곧 명작시대를 맞이하게 된다.

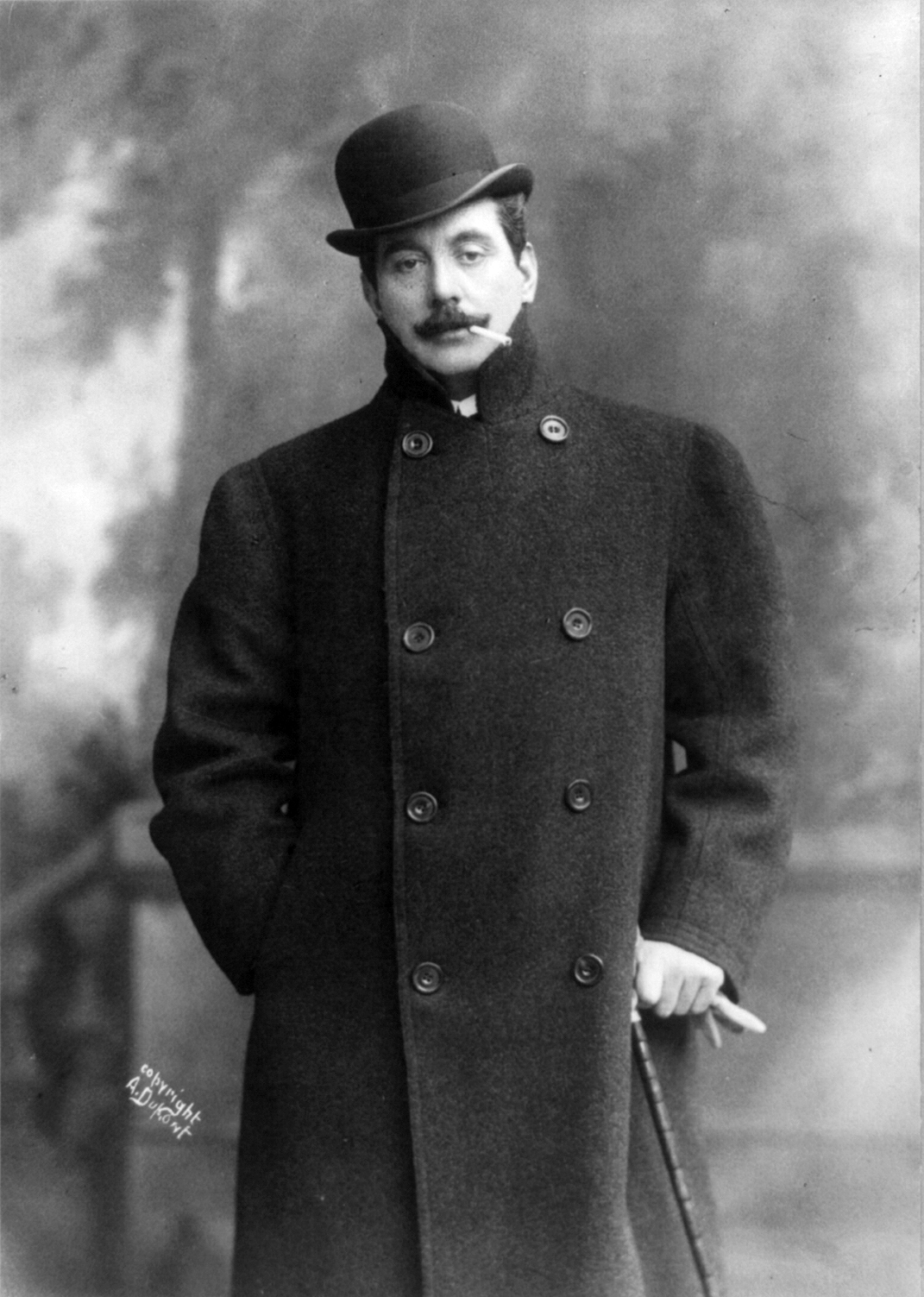
1908년의 푸치니

명작 시대는 1896년의 <라 보엠>에서 시작된다. 파리에서 생활하는 가난한 예술가 지망생들을 그린 이 오페라 속에 당시의 청중은 푸치니가 서민에 대해서 품고 있는 따뜻한 마음가짐을 알아차리고, 더욱이 그의 특유한 애수감을 띤 매력적인 선율미를 인정, 푸치니의 작품에 많은 기대를 갖게 되었다. 말하자면 베르디의 오페라가 정신적인 것을 청중들에게 요구하는 데 반해, 푸치니의 것은 한층 쉽게 작품 속으로 용해되는 오락적인 요소가 강하게 풍긴다. 베르디의 만년을 맞이하여 이탈리아의 청중은 푸치니에게서 베르디에 이어지는 오페라 명곡을 볼 수 있게 되었다.
<라 보엠>에 이어 푸치니는 <토스카>(1900), <나비부인>(1904), <서부의 아가씨>(1910) 등의 대표작을 발표하였다. <토스카>와 <나비부인>의 초연은 불행히도 대실패였으나, 해가 갈수록 푸치니의 의도를 이해할 수 있게 되어 각국의 가극장에서 다투어 상연하기에 이르렀다. 한편 <서부의 아가씨>는 진귀하게도 개척시대의 미국 서부에서 취재한 오페라로서, 미국에서 초연되었을 때는 호평을 받았으나 지금에 와서는 구성에 다소 난점이 있다 하여 상연되는 기회가 비교적 적다. 이들 오페라의 주역은 대부분 서민이며, 게다가 여주인공은 청중의 동정을 끌기 쉽도록 비운박행(悲運薄幸)한 인물로서 설정했다. 그뿐 아니라 비극의 여주인공에게는 서정적·감상적인 명멜로디의 많은 곡이 주어져 이런 것이 하나가 되어 푸치니의 인기를 뒷받침하고 있다.
1918년 61세를 목전에 두고 푸치니는 각각 1막으로 된 3부작의 오페라 <외투>, <수녀 안젤리카>, <잔니 스키키>를 발표, 여전히 쇠퇴할 줄 모르는 필치를 보였다. 또 중국의 전설을 주제로 한 <투란도트>에 착수했으나 인후암 때문에 66세 생일을 맞기 직전 1924년 11월 29일 수술 때문에 와 있던 브뤼셀에서 심장마비로 향년 67세를 일기로 사망했다. 미완성작인 <투란도트>는 푸치니와 알고 지낸 밀라노 음악원 동기 후배(푸치니는 생전에 제자를 둔 적이 없다. 말이 전해지다 제자로 와전된 것이다) 프란코 알파노의 손에 의하여 완성되어 생전에 푸치니와 친교가 있던 명지휘자 토스카니니의 지휘로 밀라노 스칼라 극장에서 초연되었다.

## 음악
비록 푸치니는 주로 오페라 작품으로 유명하지만, 관현악곡과 성가곡, 실내악, 반주가 있는 노래 등도 작곡하였다.

### 오페라
- 1884년 요정 빌리 SC.60
- 1889년 에드가르 SC.62
- 1895년 마농 레스코 SC.64
- 1896년 라 보엠 SC.67
- 1900년 토스카 SC.69
- 1904년 나비 부인 SC.74
- 1910년 서부의 아가씨 SC.78
- 1917년 제비 SC.83
- 1918년 일 트리티코 SC.85 : 외투, 수녀 안젤리카, 잔니 스키키
- 1924년 투란도트 SC.91 (작곡가의 죽음으로 미완성으로 남았으나, 프란코 알파노가 완성시킨 판본으로 1926년에 초연되었다.)

### 관현악곡
- 교향적 전주곡 SC.32
- 교향적 기상곡 SC.55

### 종교음악
- 대영광 미사곡 SC.6

### 실내악곡
- 현악4중주 다단조 '국화' SC.65
- 현악4중주 라장조 SC.50
- 현악4중주를 위한 미뉴에트 SC.61

## 음악 듣기
- 오페라 "토스카"에서 "E lucevan le stelle"를 Romeo Berti가 1906년 노래함.
- 오페라 "라 보엠"
- 오페라 "마농 레스코"의 MP3 음원 (출처:Creative Commons Recording)

## 같이 보기
- 푸치니 축제, 토레 델 라고에서 매년 푸치니 오페라 축제가 열린다.
- 베르디

## 참고 문헌
- Lynn, Karyl Charna, Italian Opera Houses and Festivals, Lanham, Maryland: The Scarecrow Press, Inc., 2005. ISBN 0-8108-5359-0
- Puccini, Simonetta, (ed.), Giacomo Puccini in Torre del Lago, Viareggio, Tuscany: Friends of Giacomo Puccini's Houses Association, 2006.
- 줄리언 헤일록, 《푸치니, 그 삶과 음악》(이석호 역, 포노, 2017). ISBN 978-89-93818-89-5